# Juan Ramón Ferreira Díaz
Juan Ramón Ferreira Díaz (Hervás, Cáceres, 3 de novembre de 1956 - ibídem, 28 de novembre de 2015) va ser un polític espanyol, del PSOE.
Cursa estudis primaris, i s'especialitza en la branca de fusta a l'Escola de Mestratge Industrial de la localitat. Al setembre de 1978 ingressa a la UGT, i s'afilia al PSOE al novembre d'aquest mateix any. Uns mesos després, al juliol de 1979, entra a formar part del Comitè Local de l'Agrupació Socialista d'Hervás, en el qual roman durant més de dues dècades, primer com a Secretari de Relacions Sindicals, i a partir de 1988 com a Secretari d'Organització. En 1981 no accepta la Secretaria General del Partit a Hervás per ser prèviament Secretari General local de la UGT.
La seva marxa institucional a l'Ajuntament d'Hervás comença en la legislatura de 1983 a 1987, com a Regidor del Partit Socialista Obrer Espanyol. El 30 de juny de 1987, després d'haver encapçalat la candidatura socialista, és triat Alcalde d'Hervás per primera vegada, renova el càrrec en les successives eleccions dels anys 1991, 1995 i 1999, fins a 2003. Entre altres càrrecs institucionals, Juan Ramón Ferreira va ser President de la Mancomunitat de Municipis del Valle del Ambroz, des de la seva constitució en 1992 fins a juny de 1995, i President de l'Agrupació per al Desenvolupament Integral del Valle del Ambroz, des de la seva creació, en 1996, fins a 2002. Com a primer edil d'Hervás va ser fundador de la "Red de Juderías de España-Caminos de Sefarad", de la qual va ser president en 1996.
Així mateix, va ser President de REDES (Red Extremeña de Desarrollo Rural) des de la seva creació, en 1998, fins a maig de 2001, i membre constituent i de la Junta Directiva d'ADESNE (Agrupación de Desarrollo de las Sierras Norte de Extremadura) des de la seva constitució, al març de 2001, fins a maig de 2002. L'agost de 2001 va ser nomenat President de la Gestora Provincial del PSOE, i al desembre d'aquest mateix any va resultar triat Secretari General del partit a la província de Càceres, càrrec pel qual va ser reelegit al juliol de 2004 i en el qual va romandre fins a 2012.
Va ser diputat de l'Assemblea d'Extremadura des de la V Legislatura, presidint durant la V la Comissió de Comerç, Turisme i Transport, i al llarg de la VI les Comissions d'Estatut del Diputat i d'Economia i Treball. El juny de 2007 va ser escollit President de la Cambra autonòmica (VII Legislatura), fins al seu cessament en 2011. Des de llavors va ocupar el lloc de vicepresident segon de l'Assemblea d'Extremadura.

## Càrrecs exercits
- Regidor de l'Ajuntament d'Hervás (1983-2003).
- Alcalde d'Hervás (1987-2003).
- Diputat per Càceres en l'Assemblea d'Extremadura (1999-2015).
- Secretari general del PSOE de Càceres (2001-2012).
- President de l'Assemblea d'Extremadura (2007-2011).
- Vicepresident segon de l'Assemblea d'Extremadura (2011-2015).